# Нельсон, Джозеф С.
Джозеф С. Нельсон (англ. Joseph Schieser Nelson, 12 апреля 1937 — 9 августа 2011) — канадский зоолог, специализировавшийся в основном на изучении рыб.

## Биография
В 1960 году Джозеф С. Нельсон получил степень бакалавра наук в университете Британской Колумбии, в 1962 году — степень магистра наук в университете Альберты и в 1965 году в университете Британской Колумбии после защиты своей диссертации на тему «Hybridization and isolating mechanisms in Catostomus commersonii and Catostomus macrocheilus (Pisces: Catostomidae)» он получил степень доктора философии (PhD). Джозеф С. Нельсон преподавал в университете Альберты, став там 1 июля 2002 года эмеритом. В свободное время он занимался карате, в котором получил чёрный пояс.
Основной областью его исследований были систематика и классификация рыб, пересмотр таксономии Trachinoidei и Psychrolutidae, таксономия колюшковых Culaea и Pungitius, а также биогеография рыб Альберты.
Нельсон был отмечен в 2000 году Американским обществом рыболовства, в 2002 году он был удостоен награды имени Роберта Х. Гиббса за выдающийся вклад в развитие ихтиологии. В 2006 году награждён медалью провинции Альберта. Был избран президентом Американского общества ихтиологов и герпетологов.
Джозеф С. Нельсон является автором фундаментального труда «Рыбы мировой фауны» (Fishes of the World), издававшегося в 1976, 1984, 1994, 2006 и 2016 годах.

## Наследие
Виды, описанные Джозефом С. Нельсоном:
- Bembrops morelandi Nelson, 1978
- Limnichthys polyactis Nelson, 1978
- Hemerocoetes artus Nelson, 1979
- Hemerocoetes morelandi Nelson, 1979
- Psychrolutes sio Nelson, 1980
- Pteropsaron heemstrai Nelson, 1982
- Osopsaron natalensis Nelson, 1982
- Ebinania macquariensis Nelson, 1982
- Ebinania malacocephala Nelson, 1985
- Creedia alleni Nelson, 1983
- Creedia partimsquamigera Nelson, 1983
- Crystallodytes pauciradiatus Nelson & Randall, 1985
- Cottunculus nudus Nelson, 1989
- Psychrolutes microporos Nelson, 1995
- Ambophthalmos eurystigmatephoros Jackson & Nelson, 1999
- Neophrynichthys heterospilos Jackson & Nelson, 2000
- Ebinania australiae Jackson & Nelson, 2006

Виды, названные в честь Джозефа С. Нельсона:
- Barilius nelsoni Barman, 1988
- Bembrops nelsoni Thompson & Suttkus, 2002
- Granulacanthus joenelsoni Hanke, Wilson, & Lindoe, 2001
- Myopsaron nelsoni Shibukawa, 2010